# Anella Olímpica
Az Anella Olímpica, vagy másnven az Olimpiai Gyűrű egy Olimpiai Park, amely Barcelona Sants-Montjuïc nevű városrészében épült az 1992. évi nyári olimpiai játékok helyszínéül. Legfőbb létesítményei az Olimpiai Stadion, vagy más néven az Estadi Olímpic Lluís Companys, a Palau Sant Jordi Sportcsarnok, a Montjuic Telekommunikációs torony, melyet Santiago Calatrava tervezett, a Nemzeti Testnevelési Intézet, helyi nevén Institut National d'Educació Física de Catalunya és a Piscines Bernat Picornell úszócsarnok. A Joan Antoní Samarach Olimpiai és Sportmúzeum szintén itt található. 
A fő helyszínek a Montjuic dombon találhatóak, félúton egy régi katonai erőd felé. Az úszólétesítmények közelében található egy baseball pálya. A stadionok környékén fűvel borított területek találhatóak, valamint egy temető. 

## Fordítás
Ez a szócikk részben vagy egészben  az   Anella Olímpica című angol Wikipédia-szócikk ezen változatának fordításán alapul.  Az eredeti cikk szerkesztőit annak laptörténete sorolja fel. Ez a jelzés csupán a megfogalmazás eredetét és a szerzői jogokat jelzi, nem szolgál a cikkben szereplő információk forrásmegjelöléseként.